# Mätglas

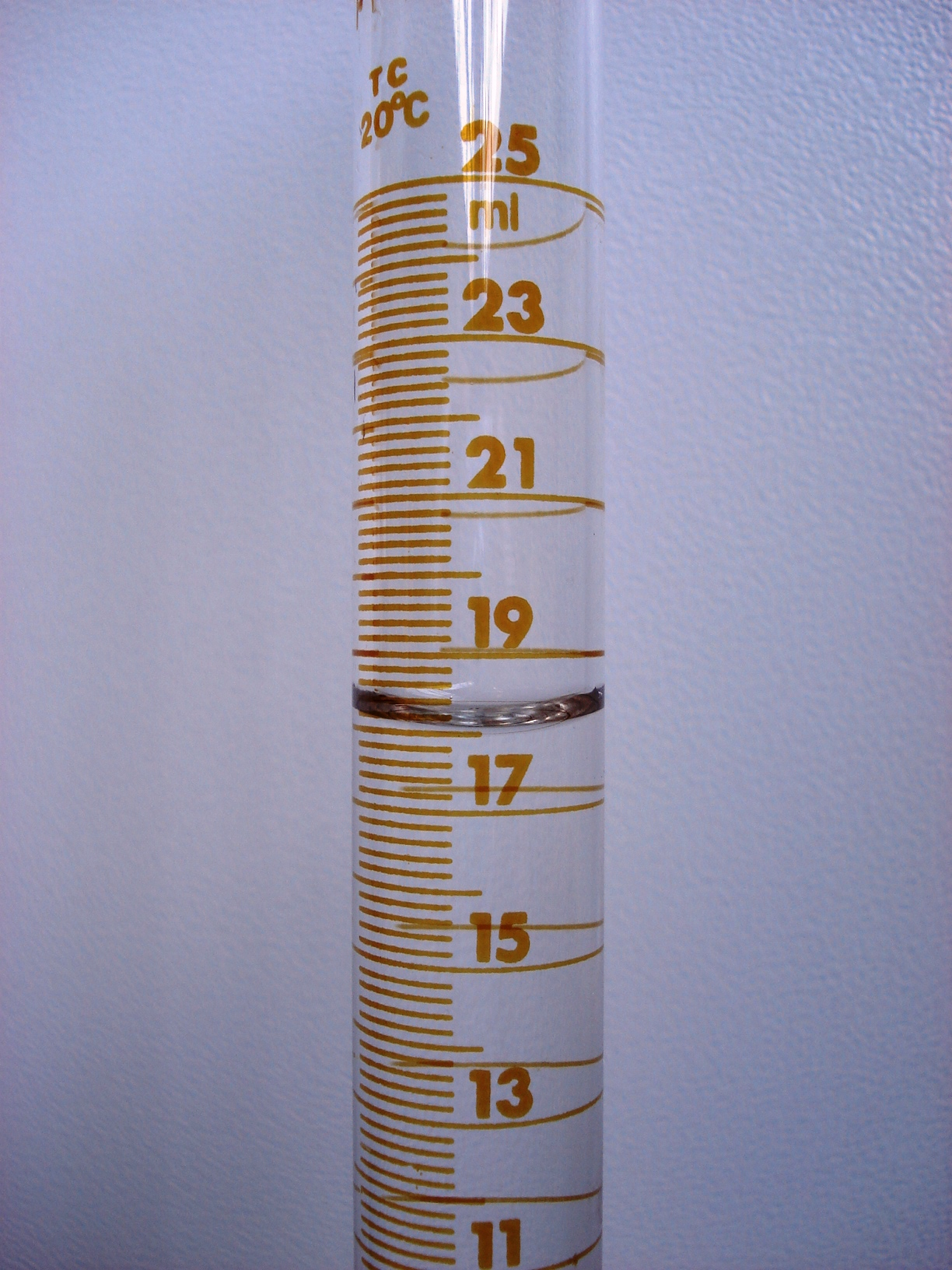
25 ml mätglas där vätskeytan står på 18,0 ml

Mätglas, mätcylinder eller mensur, (från latinets mensura, vilket betyder "mått", "längdmått", "ytmått" eller "rymdmått") är ett kärl med gradering, vanligen i milliliter, för uppmätning av vätskevolymer. Mätglas används inom många olika former av laborativ verksamhet.
Vid volymmätning är det viktigt att avläsa meniskens botten (i fallet vatten i glasrör) för att återge den korrekta volymen.

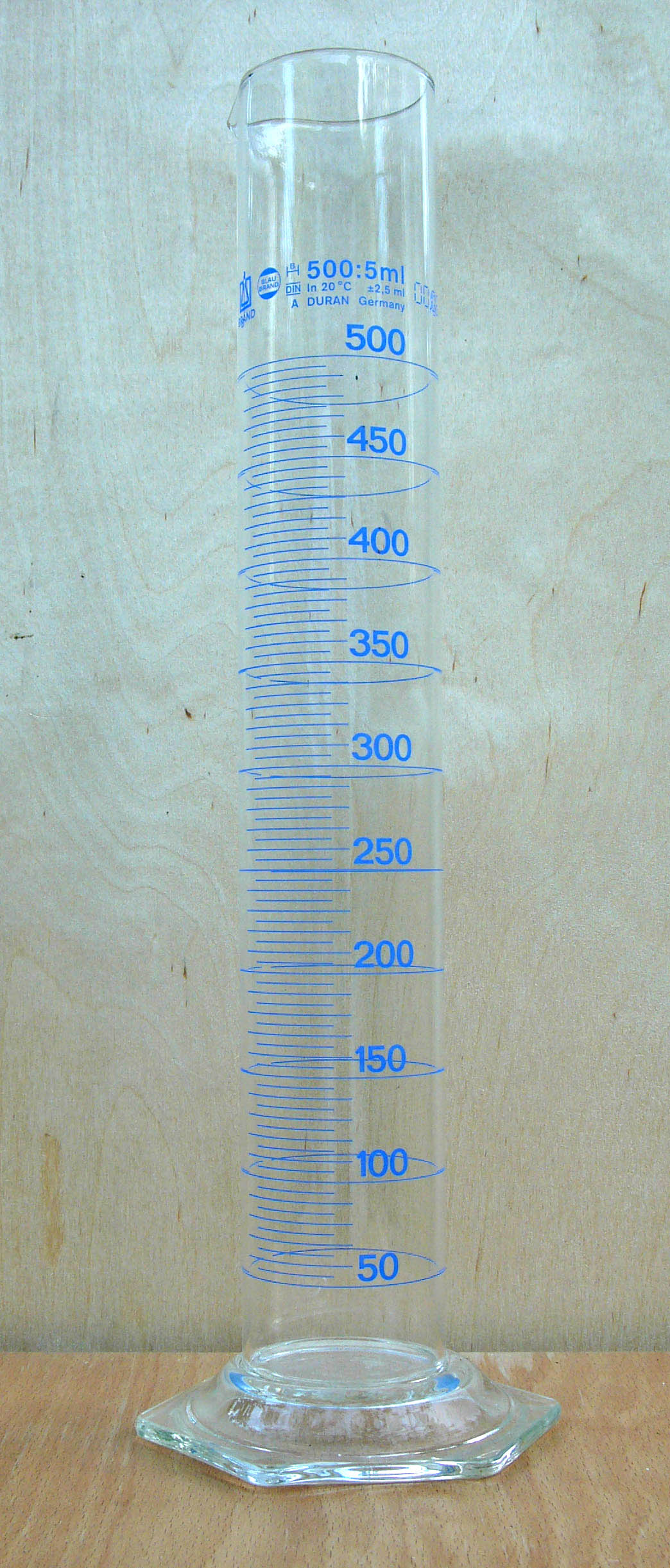
500 ml mätglas